# Wielder (Venlo)
De Wielder is een buurtschap in de gemeente Venlo, in de Nederlandse provincie Limburg.
De buurtschap ligt in het noordwesten van Blerick en wordt aan westzijde begrensd door de A73, aan noordzijde door Venlo Trade Port, aan oostzijde door de Groot-Bollerweg, aan zuidoostzijde door de buurtschap Wassum en aan zuidzijde door de wijk Klingerberg.
De buurtschap kenmerkt zich door een sterk landelijk karakter. Slechts een enkele woning ligt in de buurtschap, evenals een handvol bedrijven.